# Lekskulptur

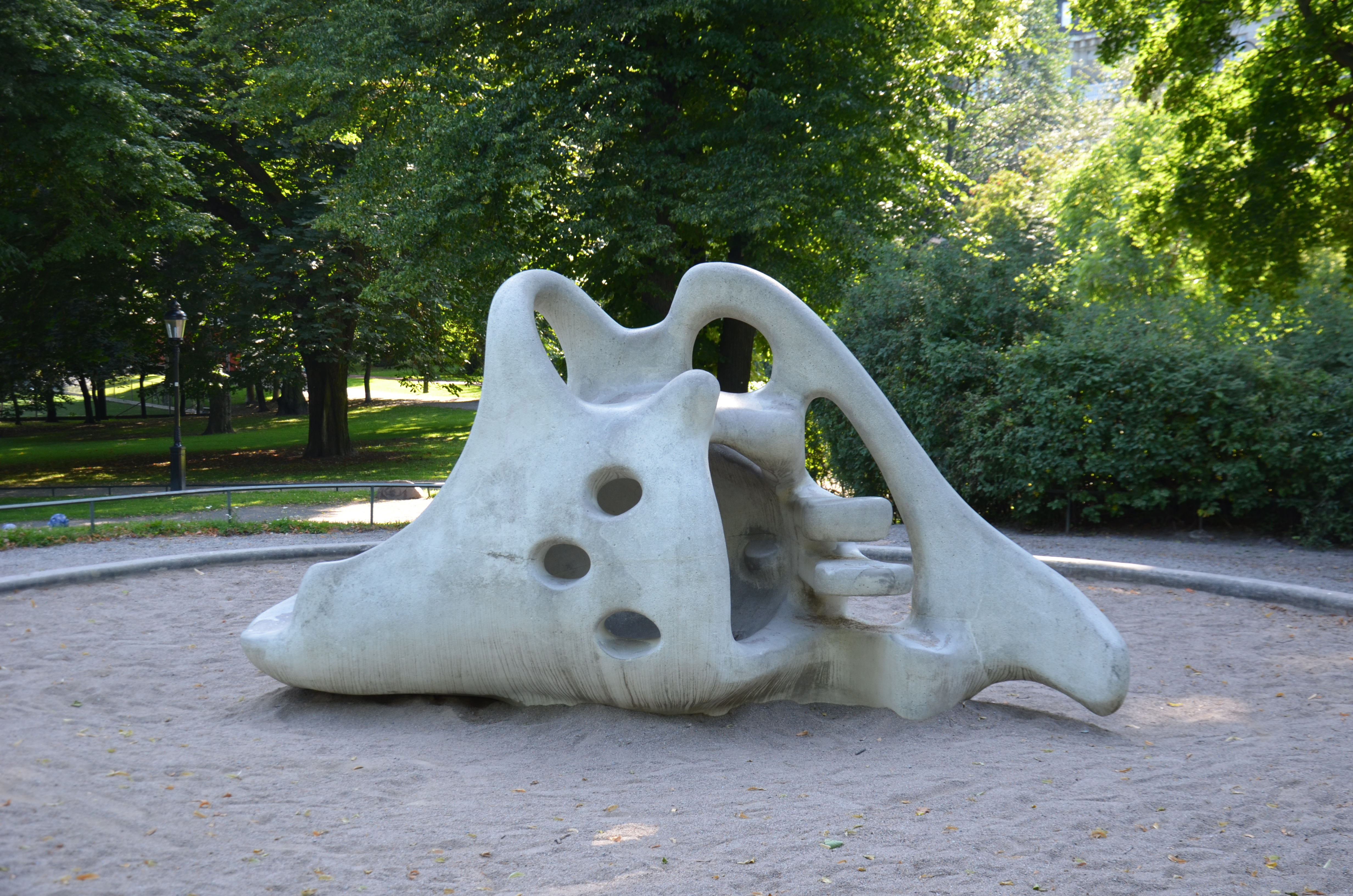
Egon Möller-Nielsens Tufsen från 1949 i Humlegården i Stockholm

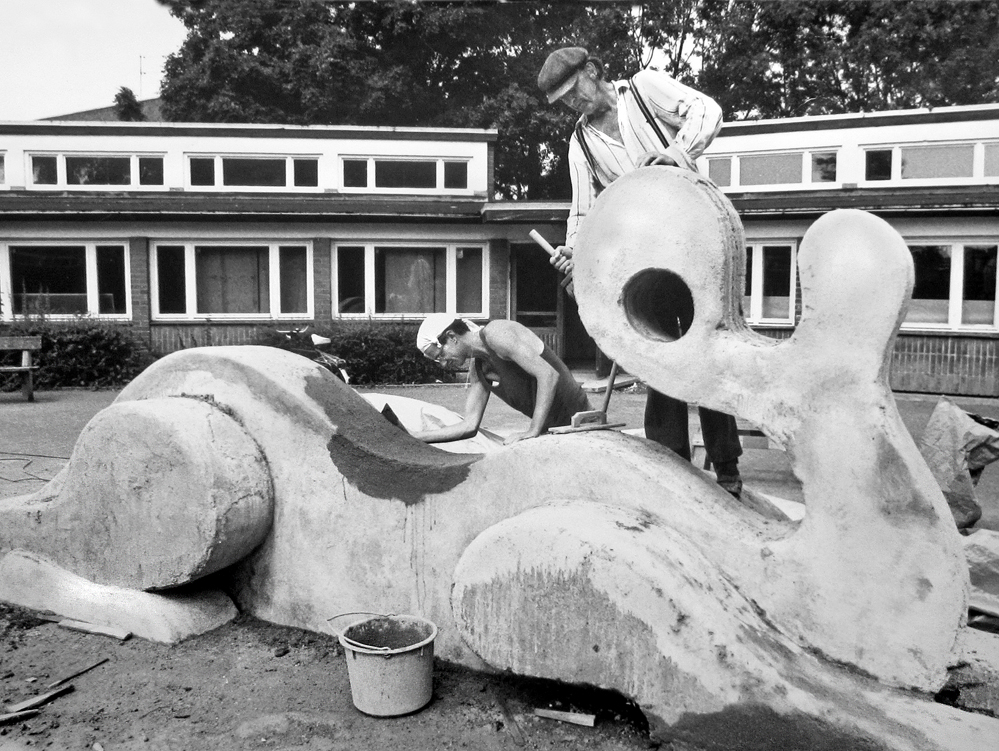
Gunnar Frieberg i arbete med Jätteödlan Augusta 1991

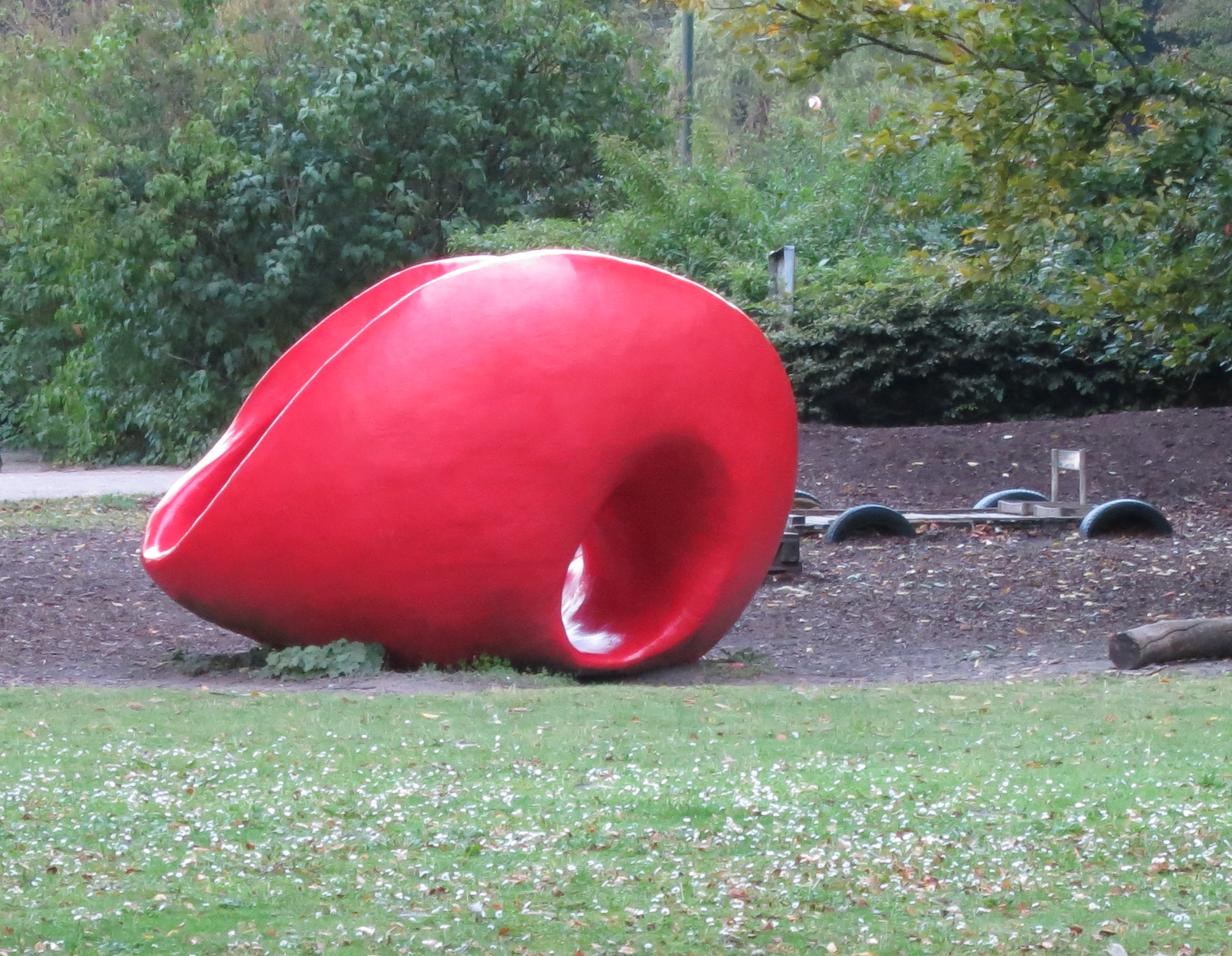
Axel Nordells Le fruit rouge i Pildammsparken i Malmö

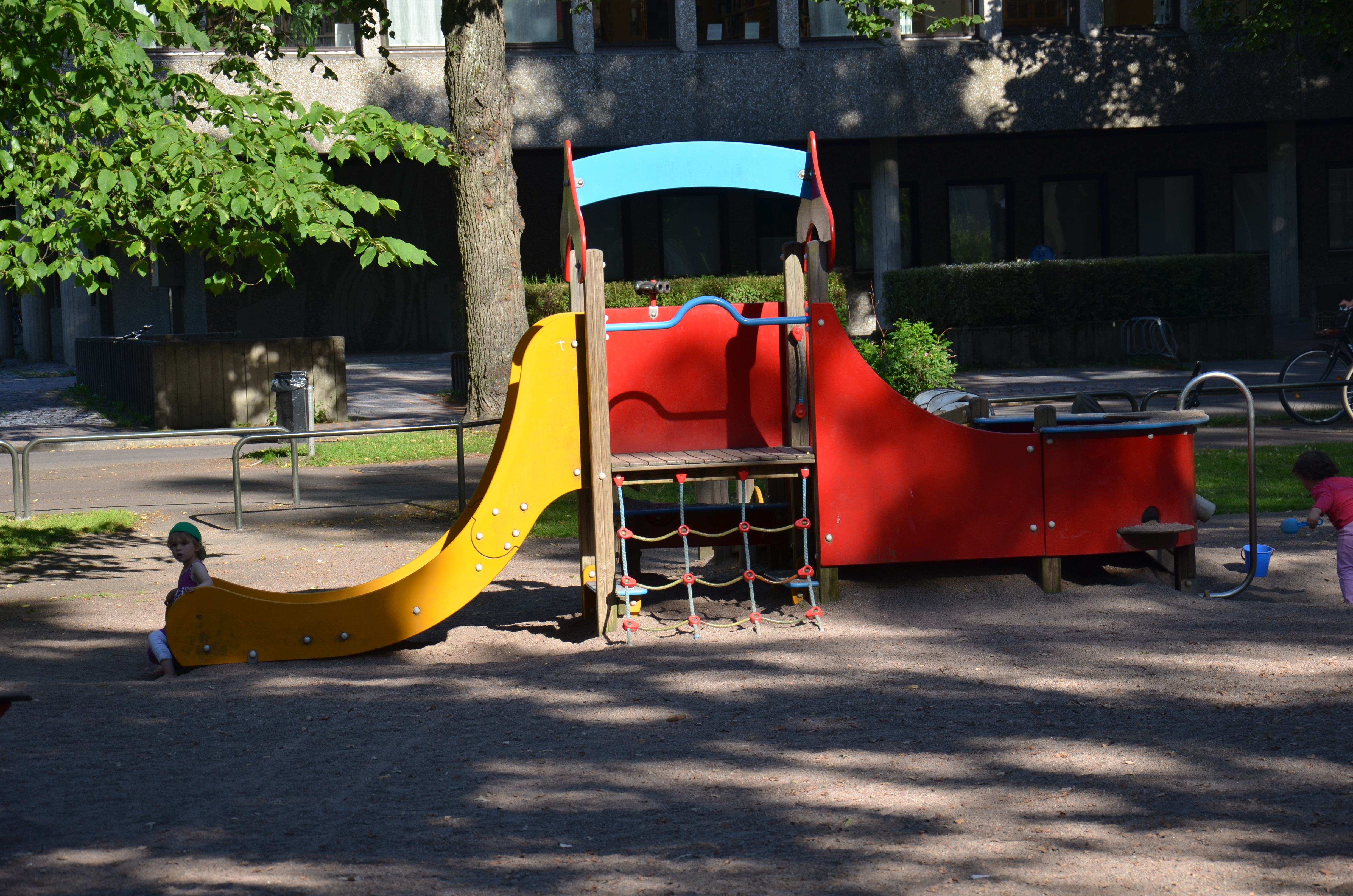
Inger och Lasse Sandbergs lekskulptur i Sandgrundsparken i Karlstad

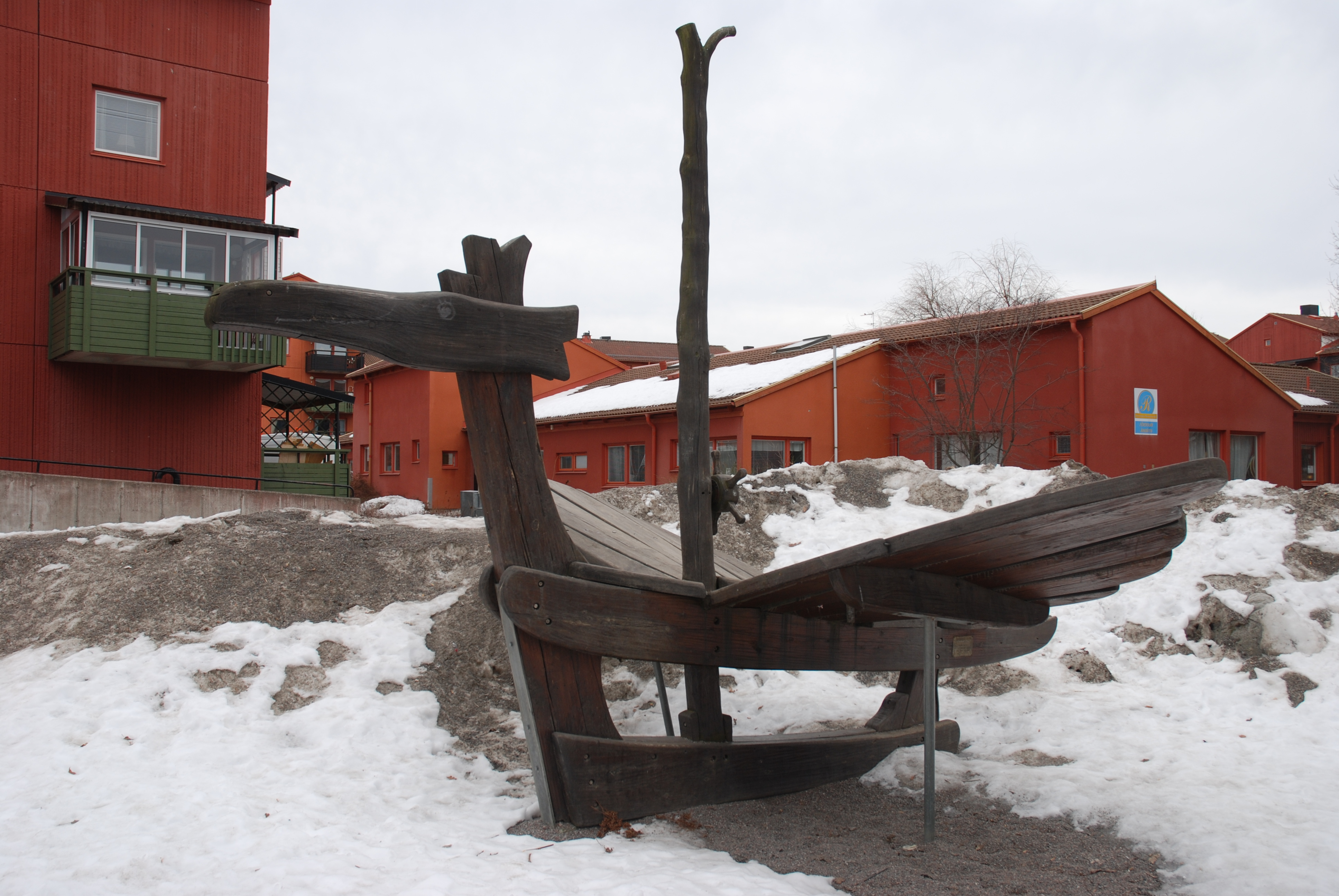
Percy Anderssons Leonardos dröm i Träkvista i Ekerö kommun

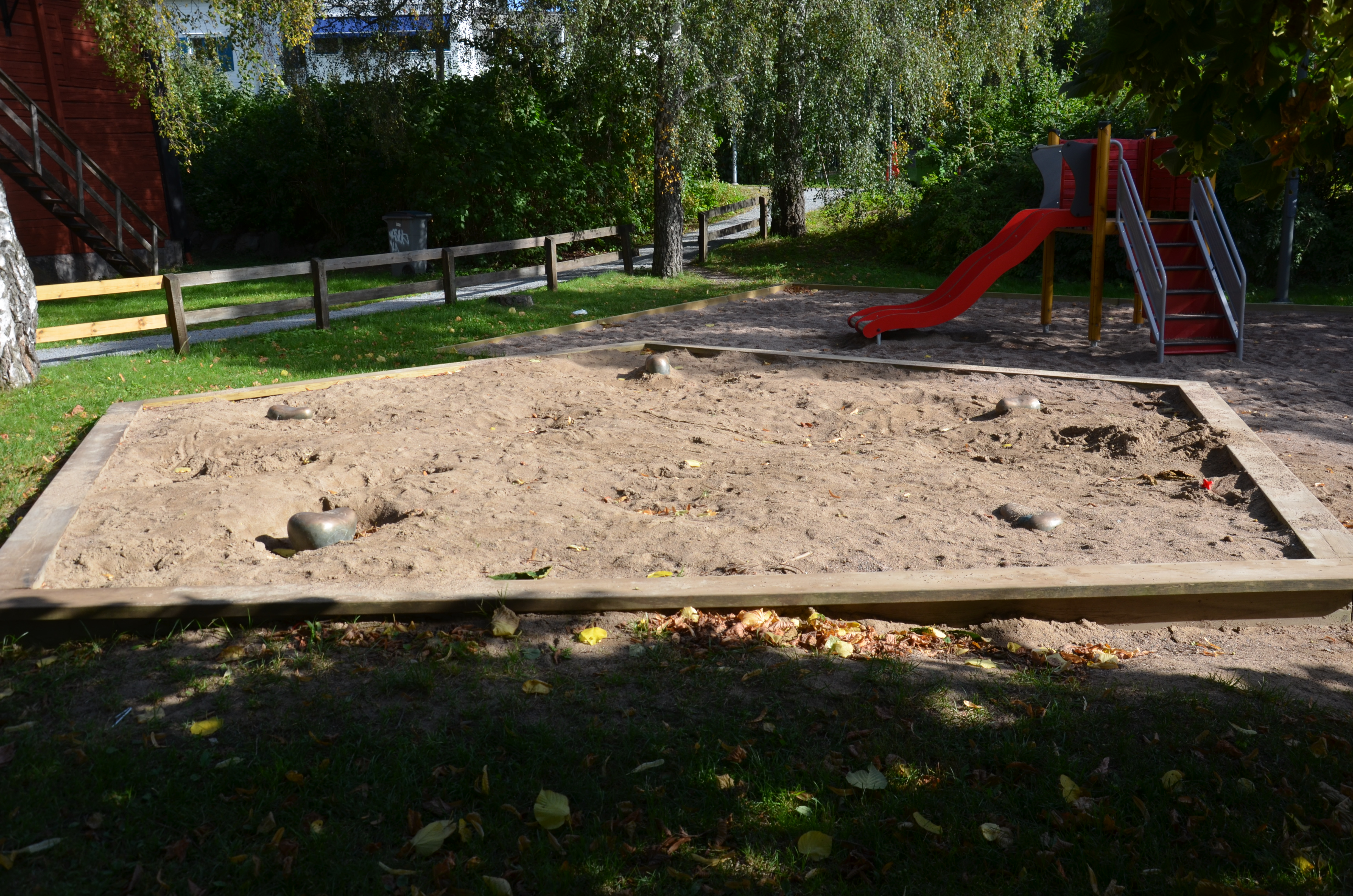
Egon Möller-Nielsens Djurriksdag i Kvarnparken i Nora i Danderyd

Lekskulptur är en en skulptur som antingen utformats med avsikt att samtidigt vara ett lekredskap, eller annars kommit att också få en sådan funktion.
Den första lekskulpturen i Sverige, meningen en skulptur att vara avsedd att vara ett lekredskap, var Egon Möller-Nielsens klätterskulptur Tufsen i stengöt. Det första exemplar sattes upp 1949 i samarbete med stadsträdgårdsmästaren Holger Blom i Humlegården i Stockholm. Tufsen finns idag på nio platser i Sverige.
| ”                     | Jag har utgått från barnets lust att gömma sig, att rutscha utför och att klättra högt för att få känslan av fara. | „ |
| – Egon Möller-Nielsen | |   |

Det finns också skulpturer, som inte varit avsedda för lek, men som också kommit att användas för det, till exempel Allan Runefelts Gubben med geten på trottoarer på Störtloppsvägen i Västertorp i Stockholm och Drottninggatan i Gävle samt på fyra andra platser i Sverige.
Omkring 1970 inträffade kulmen i den moderna lekskulpturens historia. Sedan dess bromsades idéutvecklingen upp av kommersialisering och  säkerhetskrav.

## Svenska konstnärer som gjort lekskulpturer,  i urval
- Egon Möller-Nielsen
  - Tufsen i Stockholm, Malmö, Lund och Örebro
  - Ägget i Stockholm och Göteborg
  - Domarring i olika varianter i Stockholm och Danderyd
- Gunnar Frieberg
  - Jätteödlan Augusta, 1991, vid Augustenborgskolan i Malmö
- Berndt Helleberg
  - Nyckelpigan i Bagarmossen i Stockholm
- Ivan Jacobsson
  - Alf alek i Farsta strand i Stockholm
- Annika Oskarsson
  - Ovanlandet och hararnas land i  Liljeholmen i Stockholm
- Johan Ferner Ström
  - Sebastians lekfulla frukter i Fruktparken i Liljeholmen i Stockholm
- Siri Bjerke
  - Kongen och prinsen i Sandgrundsparken i Karlstad
- Axel Nordell
  - Le fruit rouge i Pildammsparken i Malmö
  - Elefanten, Erikslundsskolan i Täby
  - Orkidé i Näsby parks centrum i Täby
- Percy Andersson
  - Nordstjernan. lekskulptur i trä, 2003. Säbygårdens förskola i Salem
  - Älgskeppet, 1984, Nordanå kulturcentrum, Skellefteå
  - Linlugg, 1978, Anderstorpsskolan i Skellefteå
  - Leonardos dröm, lekskulptur i Träkvista i Ekerö
- Ulf Sucksdorff
  - Draken i Drakensbergsområdet på Södermalm i Stockholm
  - Insektsfåglar i Fredhällsparken i Stockholm
- Dan Wolgers
  - Barnens lekplats, 2002 utanför Södersjukhuset i Stockholm
- Karl (Karl-Erik) Eckerblad
  - Trehövdad drake, i Uppsala
  - Fyra karaktärer, i Uppsala
- Thomas Nordström och Annika Oskarsson
  - Päronparken, 2008, på Skansen i Stockholm[4]

## Lekskulpturer, från början inte avsedda som sådana
- Pye Engströms Efter badet utanför Västerdalsbadet i Stockholm
- Pye Engströms Fredens rike i Flemingsberg i Huddinge kommun
- Olle Adrins Landskap för nakna kroppar på Eriksdalsbadet i Stockholm
- Allan Runefelts Gubben med geten i Stockholm, Solna, Gävle, Båstad, Kristianstad och Örebro
- Edvin Öhrströms Den store vidhe i Västertorps skulpturpark i Stockholm, i Neglingeparken i Saltsjöbaden och på Arne Garborgs plass i Oslo
- Lars Hanssons Bil vid Djurgårdsgatan i Göteborg[5]

## Bildgalleri

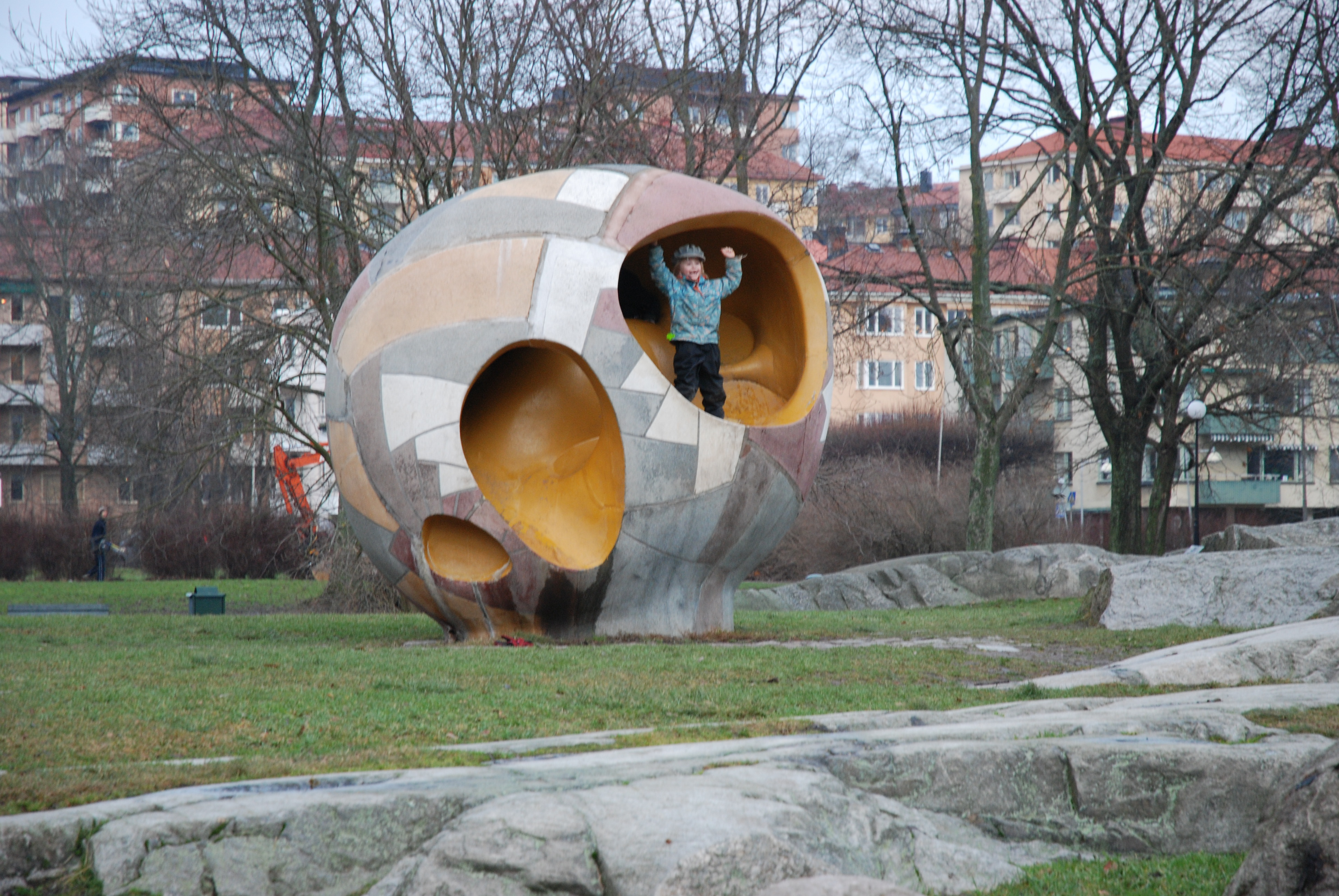
Egon Möller-Nielsens Ägget (1952), Tessinparken på Gärdet i Stockholm (också i Fagerlidsparken i Hökarängen i Stockholm och Per Angers plats i Kungsparken i Göteborg).
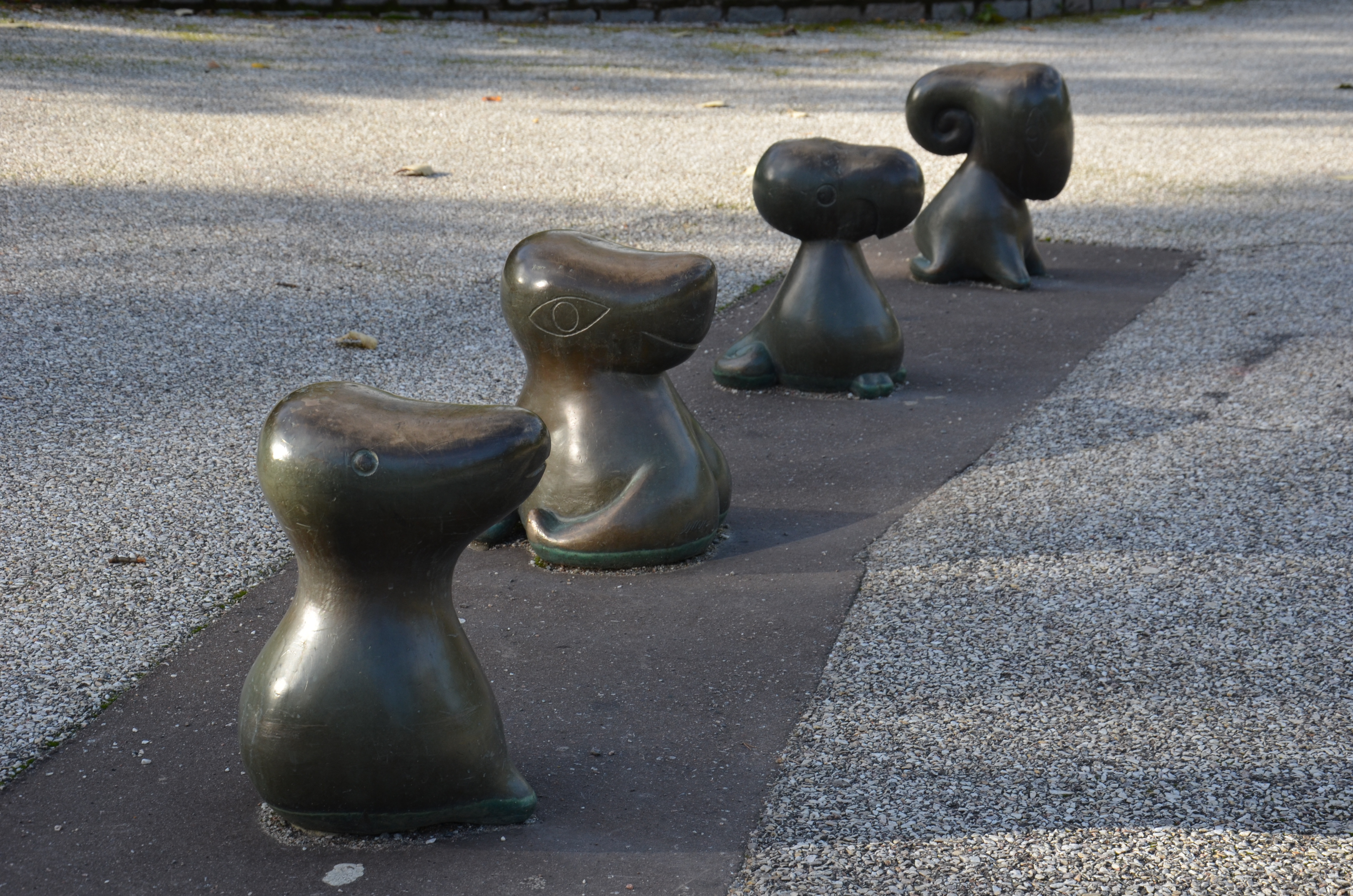
Egon Möller-Nielsens Domarring i Bredäng i Stockholm
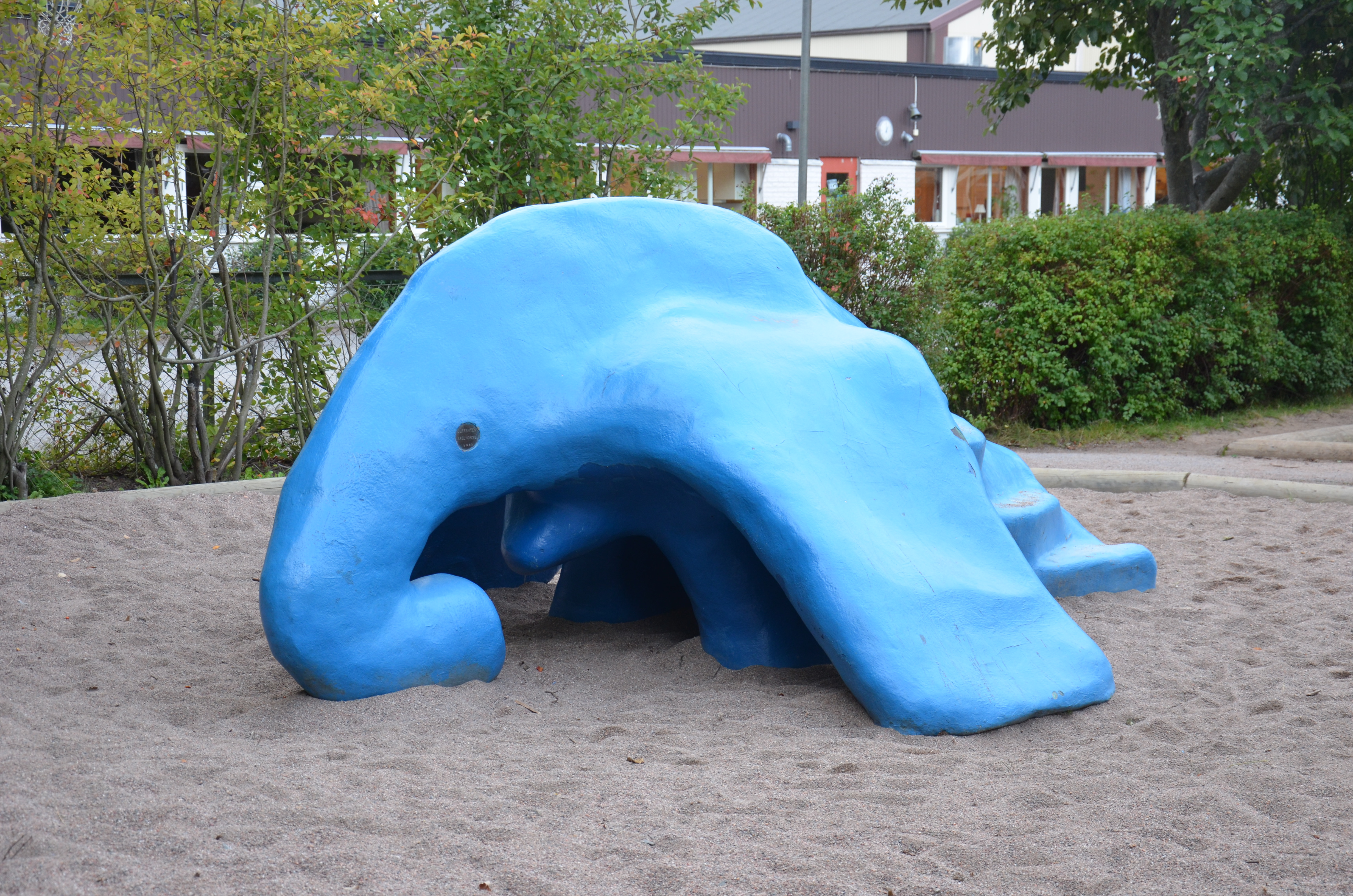
Elefanten på gård på Erikslundsskolans lågstadium, Täby
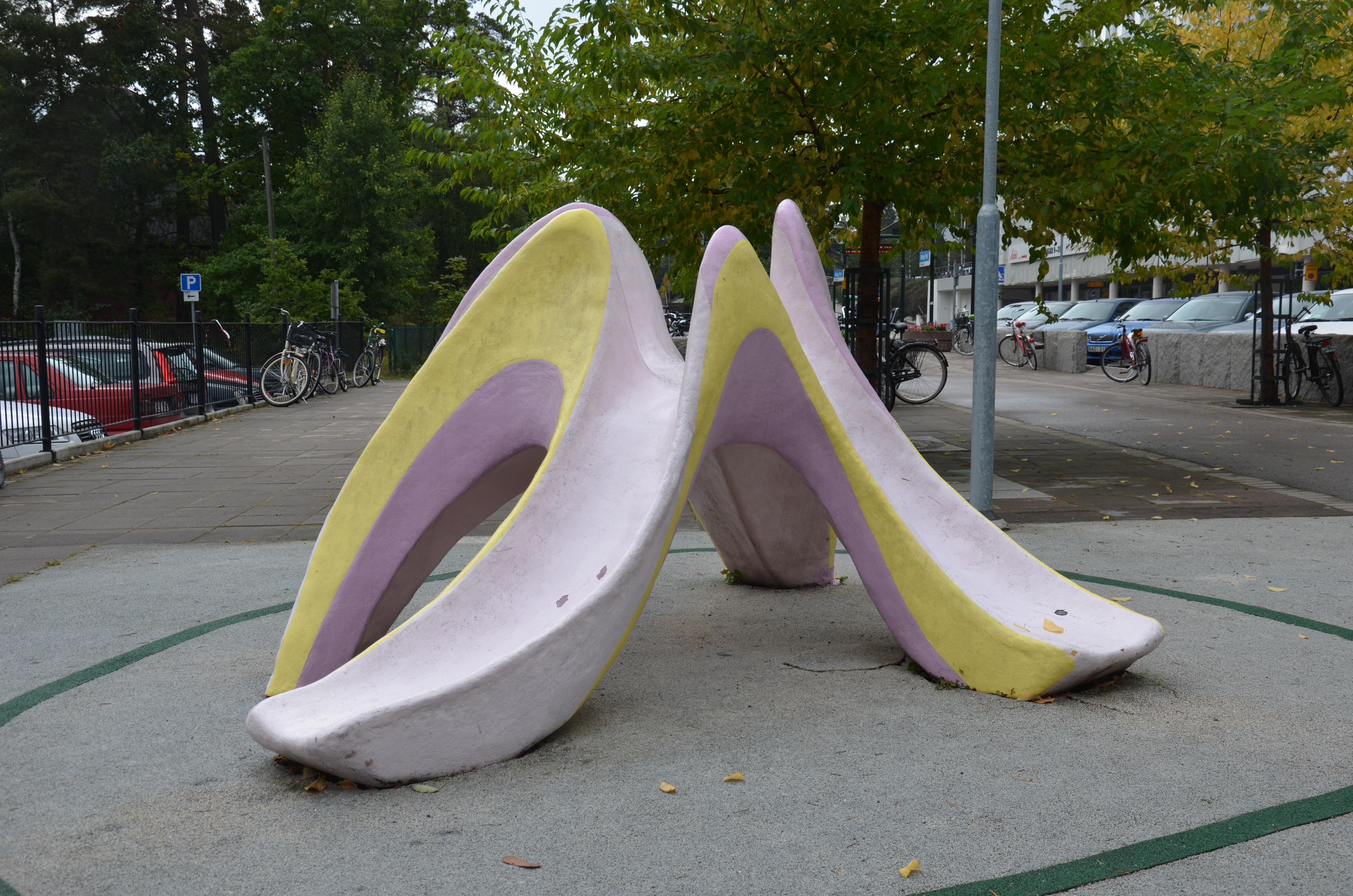
Orkidé utanför Näsby Parks centrum vid Eskadervägen stadium, Täby kommun
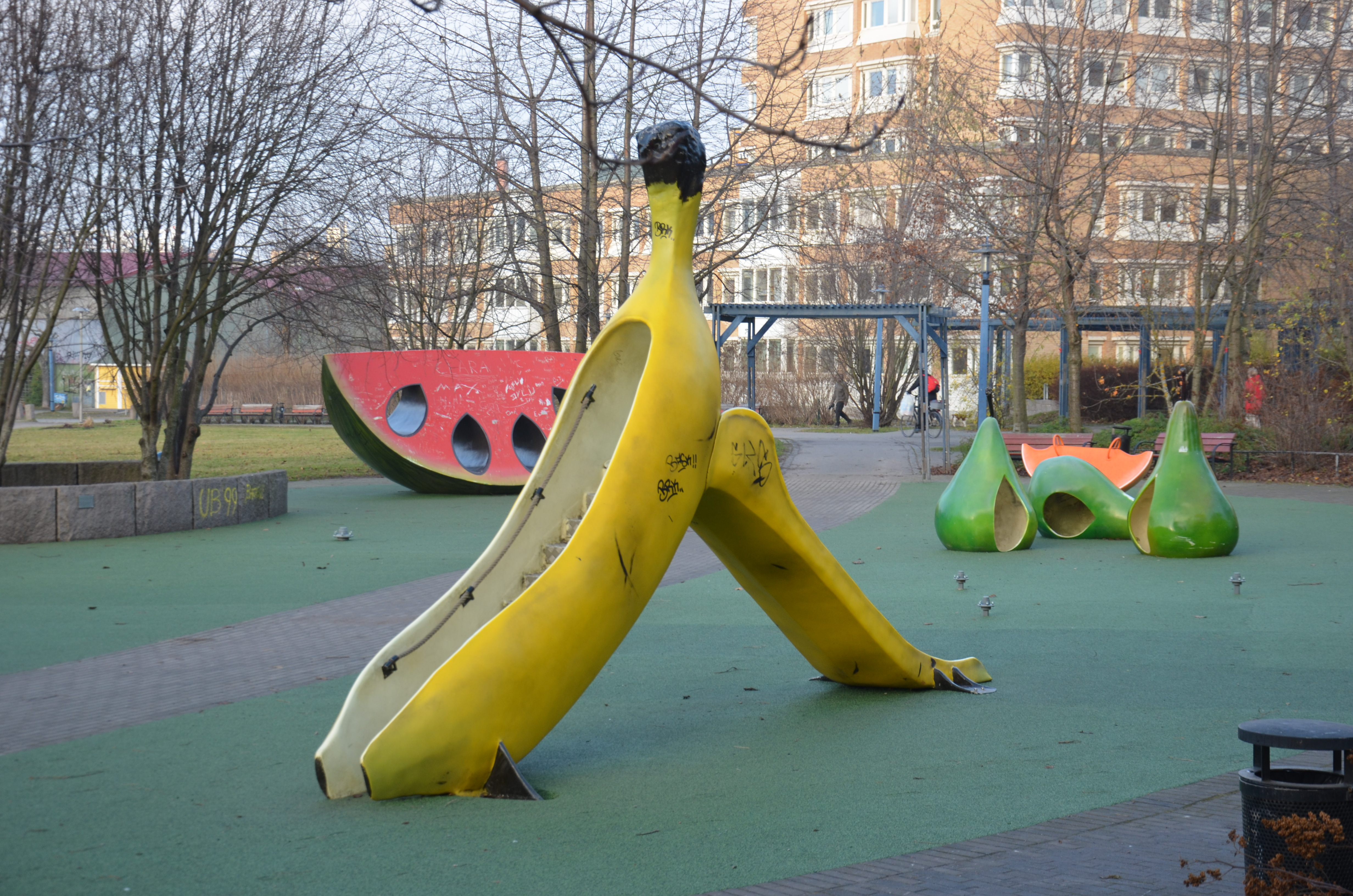
Johan Ferner Ströms Sebastians lekfulla frukter i Fruktparken i Liljeholmen i Stockholm
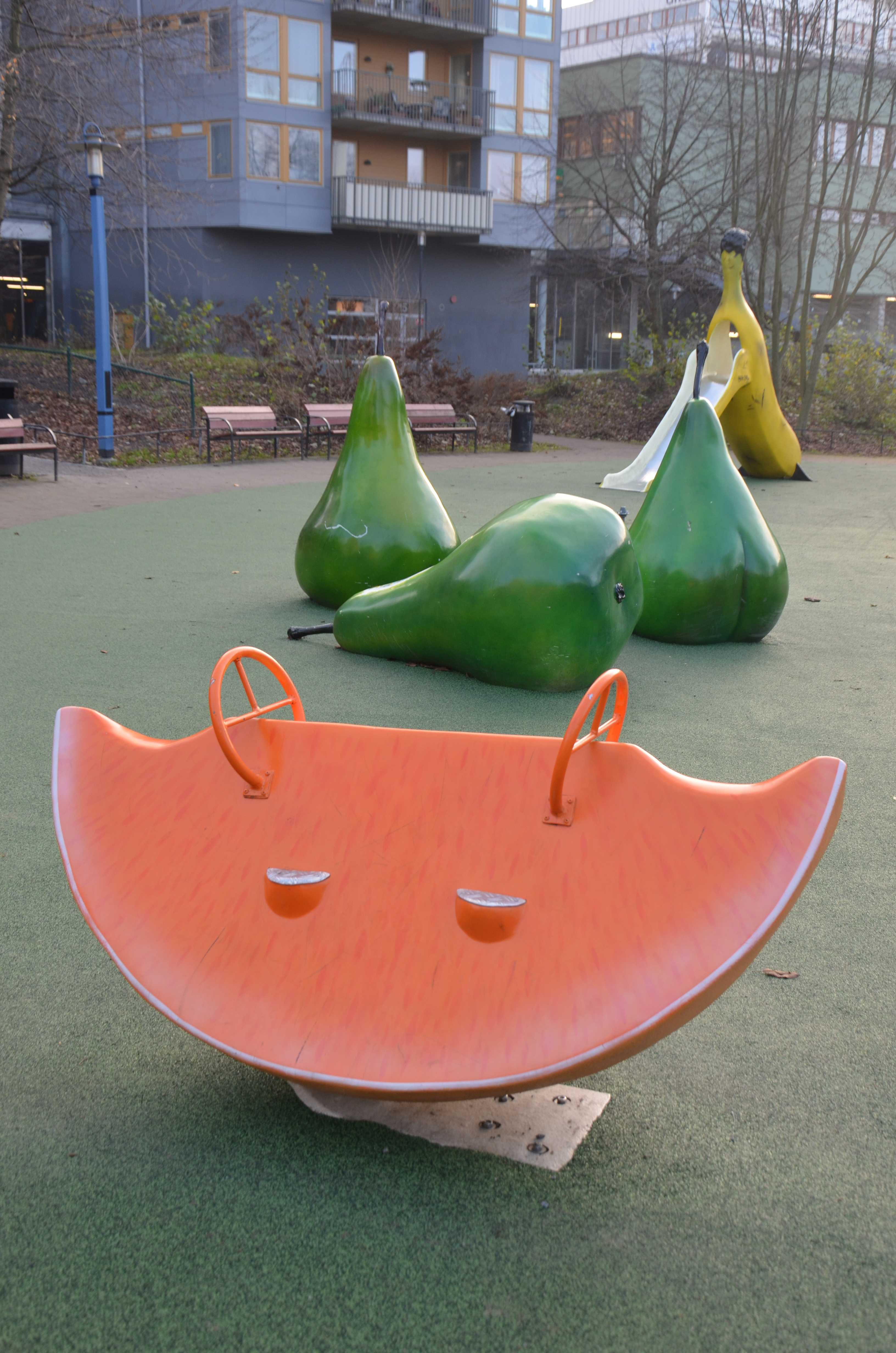
Johan Ferner Ströms Sebastians lekfulla frukter i Fruktparken i Liljeholmen i Stockholm'
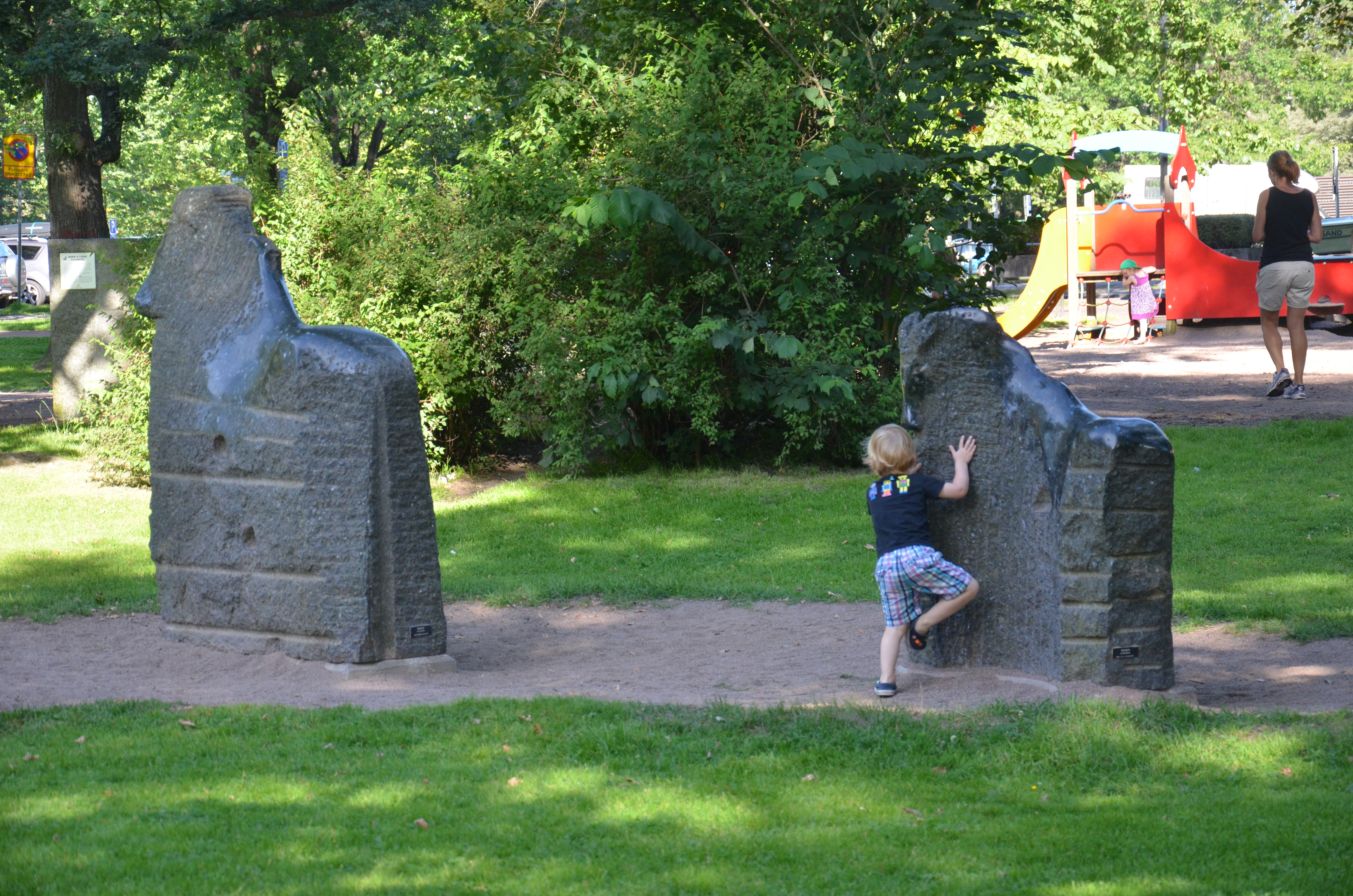
Siri Bjerkes Kongen och Prinsen i Karlstad
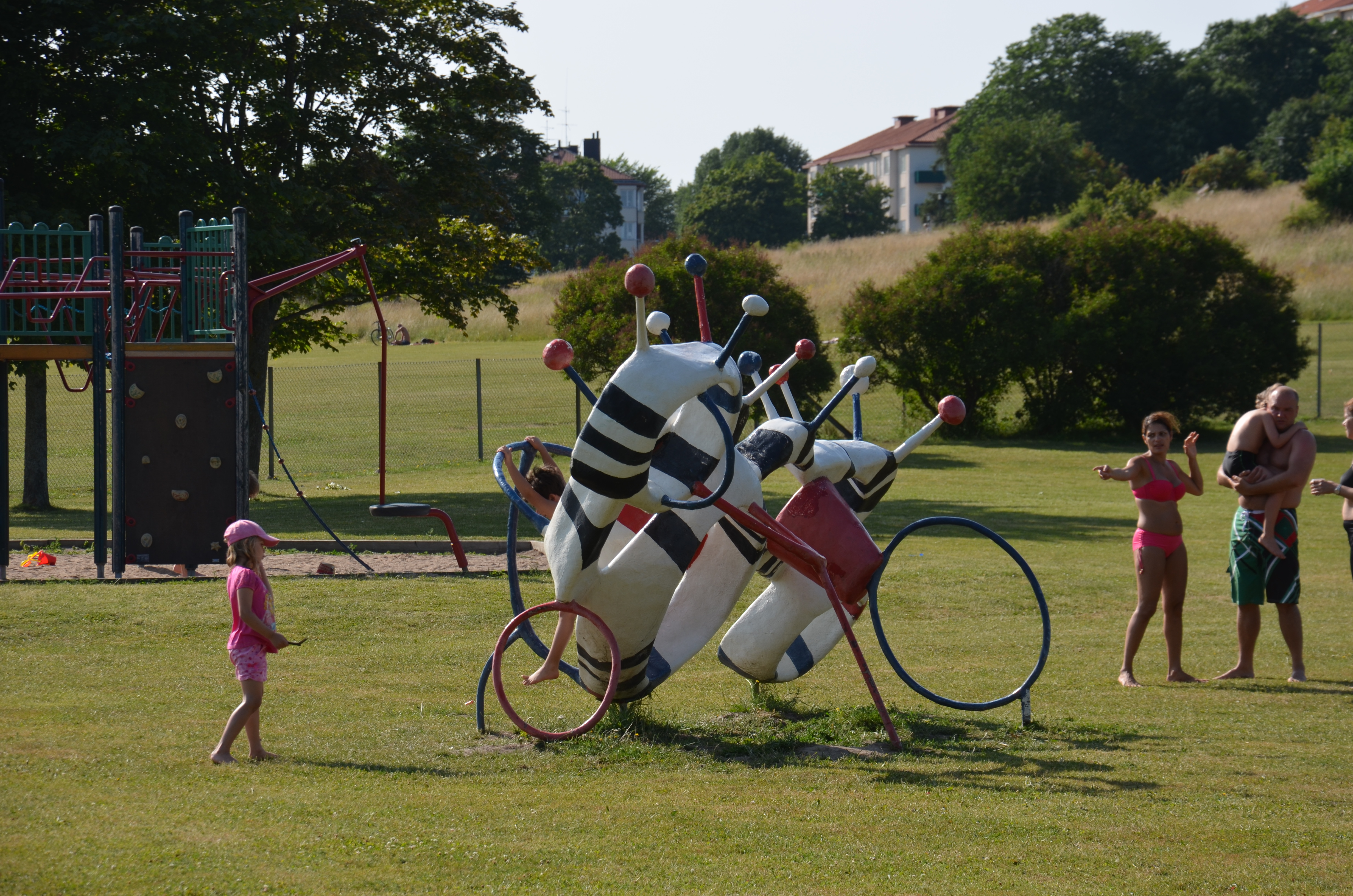
Berndt Hellebergs Ringormen på Kampementsbadet på Gärdet i Stockholm
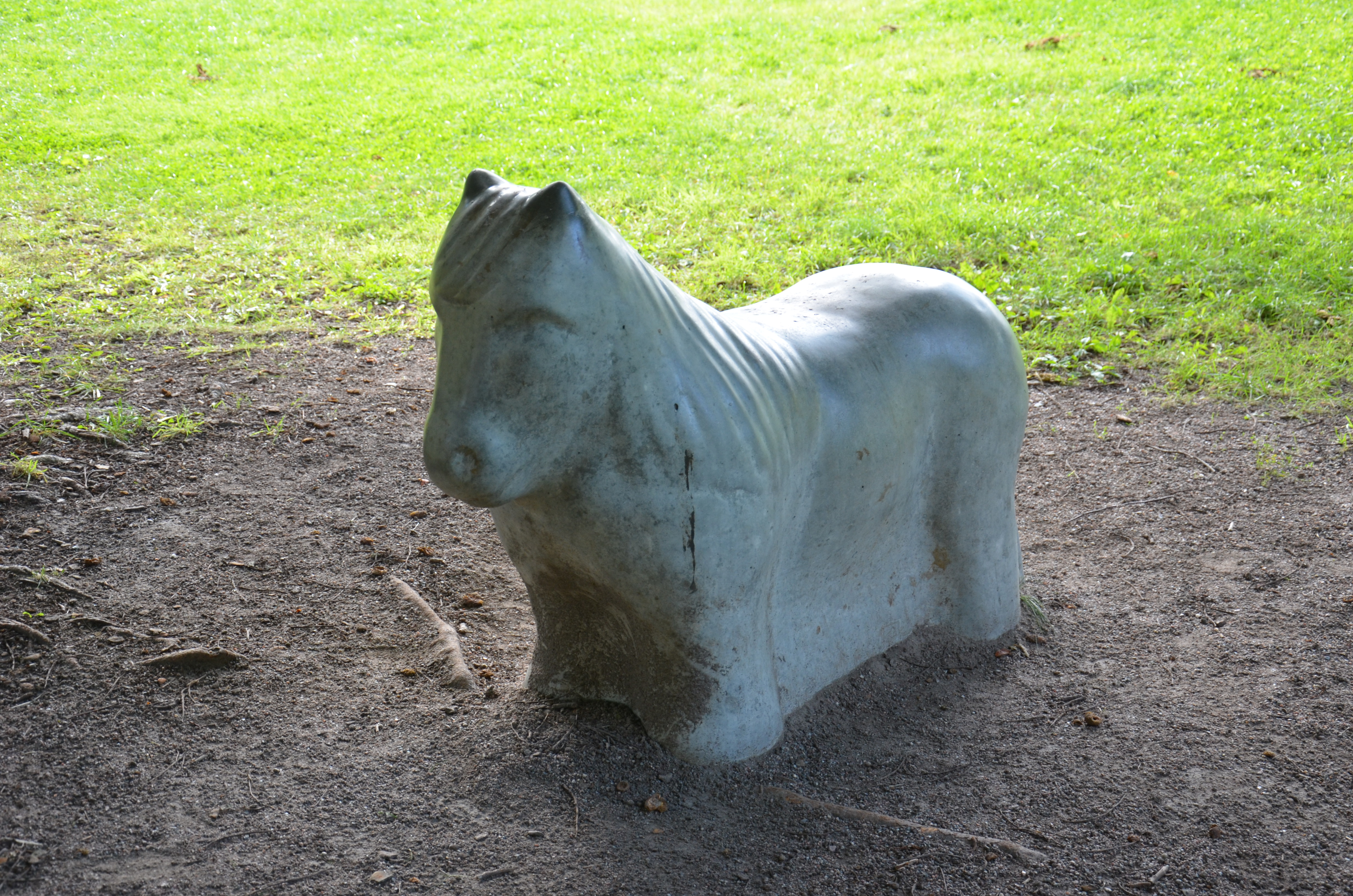
Häst i Kvarnparken i Nora i Danderyd